# دکس‌کتوپروفن
دکس‌کتوپروفن (به انگلیسی: Dexketoprofen) یک داروی ضدالتهاب غیراستروئیدی (NSAID) است.

## مصارف پزشکی
جهت درمان کوتاه مدت دردهای خفیف تا متوسط، از جمله قاعدگی دردناک و همچنین برای میگرن و درد زانو استفاده می‌شود.